# Le style c’est l’homme
«Le style c’est l’homme» [лё стиль сэ ль'ом] («стиль — это человек») — французский фразеологизм, означающий, что по стилю человека можно судить о его характере, стиль отражает индивидуальность автора и представляет больший интерес, чем тема.
Фраза закрепилась во французском языке после торжественной речи естествоиспытателя и писателя Бюффона по случаю принятия его во Французскую академию, — произнесённой им в субботу 25 августа 1753 года в Луврском дворце Парижа и позже получившей название «Речи о стиле» (Discours sur le style).
Выражение было популярным в России второй половины XVIII—XIX веков; переводилось также как «слог принадлежит самому человеку» (Озерецковский), «слог есть самый человек» (И. Иванов) и «в слоге весь человек». Используется в отечественной теории художественного стиля.
Существующие варианты:
- «Le style est l’homme même» — «стиль — это сам человек»;
- «Le style est de l’homme» — «стиль — от человека».